# Torymus inulae
Torymus inulae is een vliesvleugelig insect uit de familie Torymidae. De wetenschappelijke naam is voor het eerst geldig gepubliceerd in 1884 door Wachtl.